# Cuartel de la Policía de Investigaciones de Chillán
El Cuartel de la Policía de Investigaciones de Chillán es un recinto de seguridad de la ciudad de Chillán, en Chile. El lugar es utilizado por la Brigada de Delitos Sexuales de Chillán, el Laboratorio de Criminalística Regional, el Departamento de Asesoría Técnica y la Brigada de Homicidios de Chillán. Durante la dictadura militar, el recinto fue utilizado como lugar de detención y torturas a prisioneros políticos.

## Historia
Los detenidos podían provenir de la Cárcel de Chillán y la Cárcel de Mujeres Buen Pastor de Chillán, y desde aquí eran trasladados al Regimiento de Infantería n.º 9 "Chillán", siendo en los primeros años de dictadura, cuando hay mayor cantidad de detenidos en el lugar. Producto de la cercanía entre la Segunda Comisaría de Chillán y el Cuartel, existía un constante traslado de detenidos entre ambas entidades.
Según testimonios de víctimas de violaciones de los derechos humanos, las sesiones de tortura incluían la presencia de carabineros, militares, detectives y civiles de la ciudad de Chillán, y entre estos civiles, se encontraban otras personas que también eran o iban a ser torturadas, de manera obligada. La tortura más común, era la aplicación de electricidad en genitales, rodillas o tobillos.